# Konrad II. von Rietberg
Konrad von Rietberg († 16. April 1297) war von 1270 bis 1297 als Konrad II. Bischof von Osnabrück.

## Familie
Er war Sohn von Graf Konrad I. von Rietberg und dessen Frau Oda, einer Tochter von Hermann II. zur Lippe. Er war Bruder des späteren Bischofs von Paderborn Otto von Rietberg.

## Leben
Konrad amtierte zunächst als Propst in Wildeshausen und St. Martini in Münster und besaß im Jahre 1256 ein Domkanonikat. Zum Priester geweiht wurde er erst 1277.
Die Zeit seiner Regierung war stark geprägt von inneren und äußeren Unruhen. Anfangs unterstützte er die Erzbischöfe von Köln bis 1277 bei ihrem Versuch, ihre Rechte im Herzogtum Westfalen auszubauen. Wegen Unstimmigkeiten bei der Wahl von Konrads Bruder Otto zum Bischof von Paderborn brach er mit dem Erzbischof. Ihr gemeinsames Interesse, den Grafen Eberhard von der Mark zu schwächen, führte einige Zeit später ab 1285 noch einmal zu einem gemeinsamen Vorgehen mit dem Erzbischof.
Im Inneren war die Verwaltung des Bischofs wenig effektiv. Dies zwang Konrad II. zum Verkauf kirchlicher Güter.
Daraufhin kam es im Inneren zum Widerstand von Klerus und Bürgertum, was zur Stärkung der ständischen Strukturen führte. Die führenden Familien der Stadt Osnabrück gewannen neben Domkapitel und Ministerialen Einfluss auf Konrad II. Stadtbürgertum, Kapitel und Ritterschaft unterstützten den Bischof bei dessen Konflikt mit dem Grafen von Diepholz.
Als Konrad II. erneut Kirchengut veräußern musste, verbündeten sich 1295 die Mehrheit des Domkapitels, die Stadt Osnabrück mit dem Grafen Otto von Ravensberg und weiteren Persönlichkeiten. Der isolierte Bischof musste sich unterwerfen und den Einfluss seiner Gegner anerkennen.
In geistlicher Hinsicht war Konrad 1287 verantwortlich für die Verlegung eines Augustinerklosters nach Osnabrück. Auch wurde unter seiner Herrschaft der Dom in Osnabrück vollendet. Im Jahr 1295 ließ er dort auch ein Dominikanerkloster errichten. Außerdem war er an der Gründung des Stifts Mariendrebber und dem Zisterzienserinnenkloster in Schale beteiligt. Auch den Festkalender des Bistums hat er bereichert. So wurde seither im Bistum Fronleichnam und das Fest zur Unbefleckten Empfängnis Mariens gefeiert.